# Matt Gelhaus
Matthew Gelhaus (Estados Unidos, 1 de abril de 2000), más conocido como Matt Gelhaus, es un jugador profesional estadounidense de rugby que se desempeña en la posición de segunda línea en Rugby Football Club Los Angeles, equipo perteneciente a la liga Major League Rugby.

## Carrera
En 2022, Gelhaus se unió al equipo Rugby Football Club Los Angeles, con el cual disputa su segunda temporada en la Major League Rugby. También fue parte de la selección sub-23 de rugby estadounidense.